# Los girasoles (Van Gogh)
Los girasoles (en francés: Les Tournesols, en neerlandés: Zonnebloemen) es una serie de cuadros al óleo realizados por el pintor neerlandés Vincent van Gogh. De la serie hay tres cuadros similares con catorce girasoles en un jarrón, dos con doce girasoles, uno con tres y otro con cinco. 
Van Gogh pintó los primeros cuatro cuadros en agosto de 1888, cuando vivía en Arlés, en el sur de Francia, y otros tres similares en enero del año siguiente. Las pinturas están todas ejecutadas en lienzos de cerca de 90 x 70 cm.
Usó un pigmento en sus girasoles, el amarillo de cromo o cromato de plomo, al cual deben su misterioso y enigmático color.
La descomposición del cromato de plomo por efecto de la exposición a la luz convirtió el amarillo brillante original en un tono pardo verdoso.

## Contexto

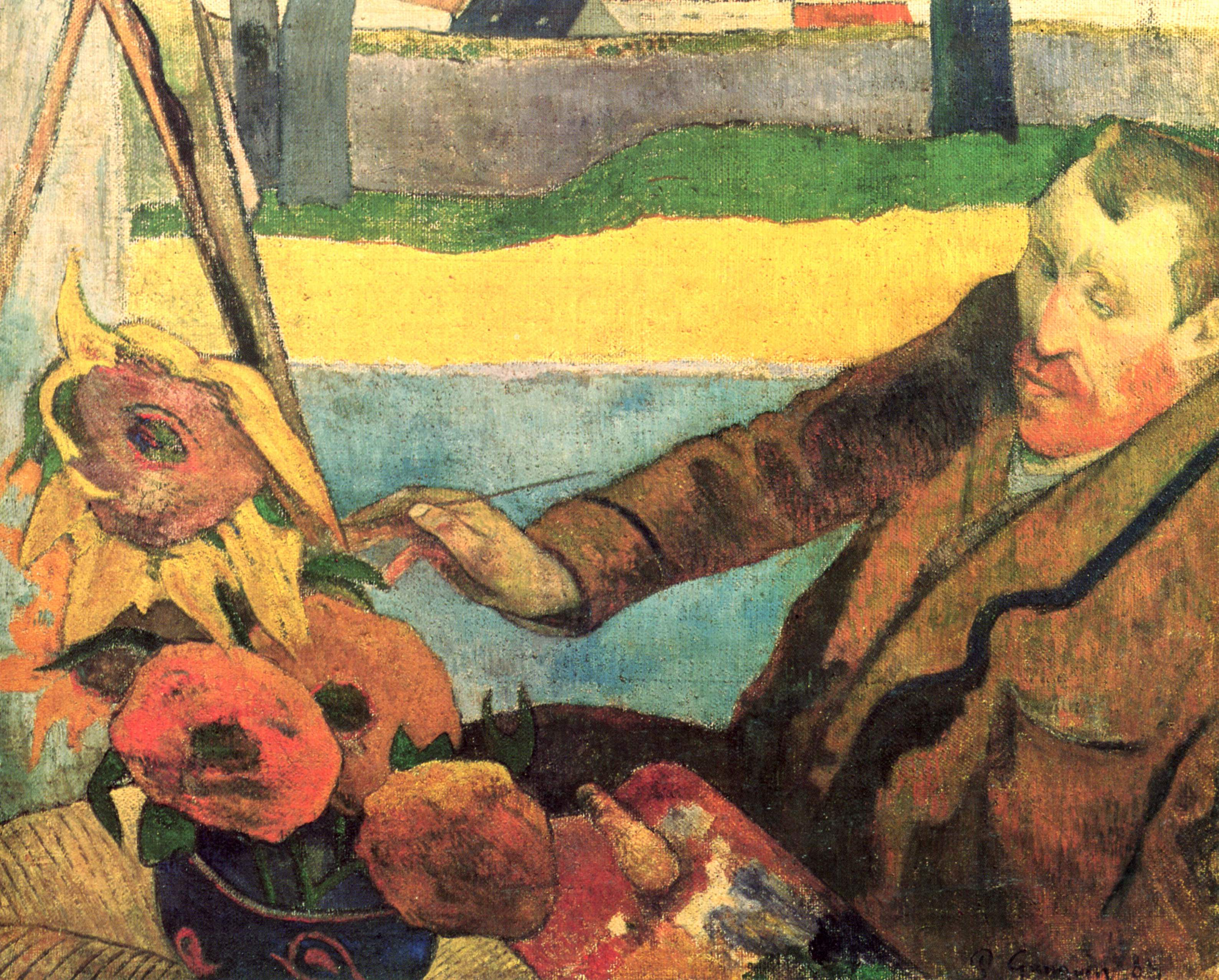
Van Gogh pintando girasoles, de Paul Gauguin, 1888.

Van Gogh se estableció en Francia en marzo de 1886, tras un duro invierno en que falleció su padre y pasó penurias económicas. Animado por su hermano Theo, se estableció en París, la capital del arte en aquel entonces, donde se vivía un ambiente de efervescencia artística, provocado por la aparición unos años antes del impresionismo. En la capital francesa conoció a otros artistas, como Toulouse-Lautrec, Pissarro, Seurat, Signac y Gauguin, con los que compartía un deseo de renovación del impresionismo. Sin embargo, su naturaleza inquieta le llevó a buscar un lugar más tranquilo para trabajar, y aconsejado por Toulouse-Lautrec se instaló en Arlés (Provenza), donde llegó el 20 de febrero de 1888. Aquí de nuevo se vio en una apurada situación económica, ya que no vendió ninguno de sus cuadros, pero subsistió gracias a la ayuda económica de su hermano. Al cabo de unos meses se reunió con él su amigo Paul Gauguin, con el que convivió por un período de dos meses. Sin embargo, la fricción entre sus diferentes temperamentos provocó graves disputas entre ambos, hasta que el 23 de diciembre Vincent atacó a su amigo con una navaja de afeitar, que luego volvió contra sí mismo y se cortó la oreja. Poco después ingresó en un hospital psiquiátrico en Saint-Rémy, donde procuró olvidar sus frustraciones refugiándose en su trabajo. El año pasado en Arlés fue quizá el más fecundo de su carrera, en el que creó algunas de sus obras más originales.
Van Gogh empezó a pintar Los girasoles a finales de verano de 1888 y continuó durante el año siguiente. Su casa en Arlés tenía la fachada pintada de amarillo; eso, junto con el ardiente sol mediterráneo del sur de Francia, le inspiraron para elaborar esta serie. Los cuadros están estrechamente ligados a la amistad entre Van Gogh y Gauguin, hecho que se demuestra porque uno de los cuadros fue a decorar la habitación de Gauguin. Por otro lado, su amigo le hizo un retrato pintando los girasoles, conservado en el Museo van Gogh de Ámsterdam. El motivo inicial de los girasoles era meramente decorativo, Vincent quería decorar su casa ante la inminente llegada de su amigo, y eligió un motivo que aunaba la belleza con la evocación de la naturaleza, además de que le permitía plasmar su color preferido, el amarillo.

Con la esperanza de llegar a vivir con Gauguin en nuestro estudio, quiero pintar una serie de cuadros. Nada más que grandes girasoles... Si llevo a cabo mi plan, pintaré una docena de cuadros. El conjunto es una sinfonía en azul y amarillo. Trabajo todos los días desde que sale el sol. Porque las flores se marchitan enseguida y hay que pintarlo todo de una vez.
Carta a Theo nº 526.

## Antecedentes
Aunque la serie más famosa de girasoles de Van Gogh es la que realizó en Arlés, durante su estancia en París realizó ya varias obras con esta flor como temática principal, entre agosto y septiembre de 1887. En estas obras las flores aparecen solas, sin el jarrón que incorporaría más tarde en su serie arlesiana, y aparecen cortadas o marchitas, con unos colores violentos y de fuertes tonalidades, preludiando sus obras posteriores.

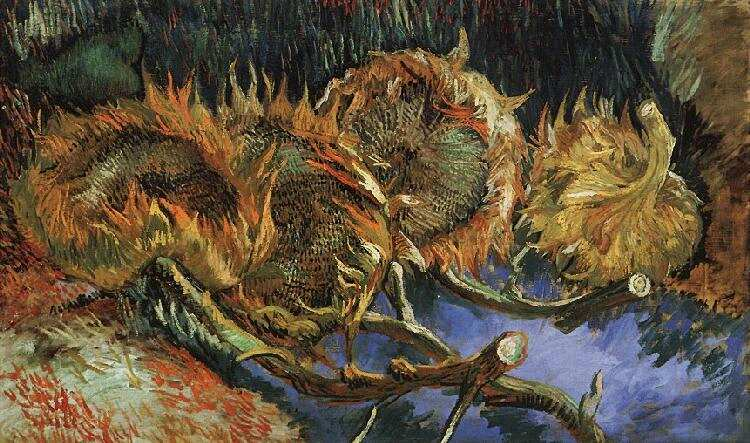
Cuatro girasoles marchitos (F452, JH1330), óleo, 60 x 100 cm, Museo Kröller-Müller, Otterlo.
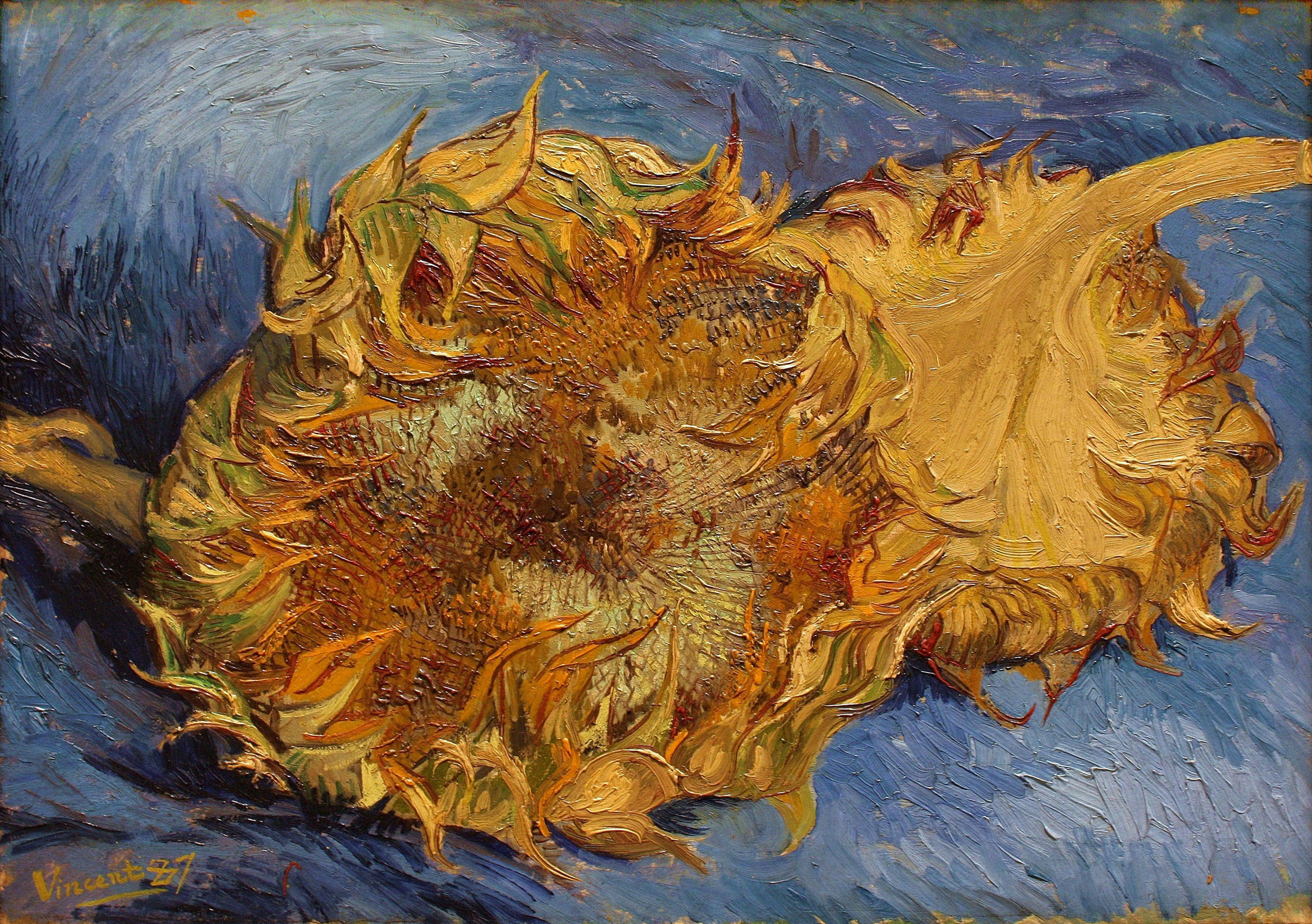
Dos girasoles cortados (F375, JH1329), óleo, 43,2 x 61 cm, Metropolitan Museum of Art, Nueva York.
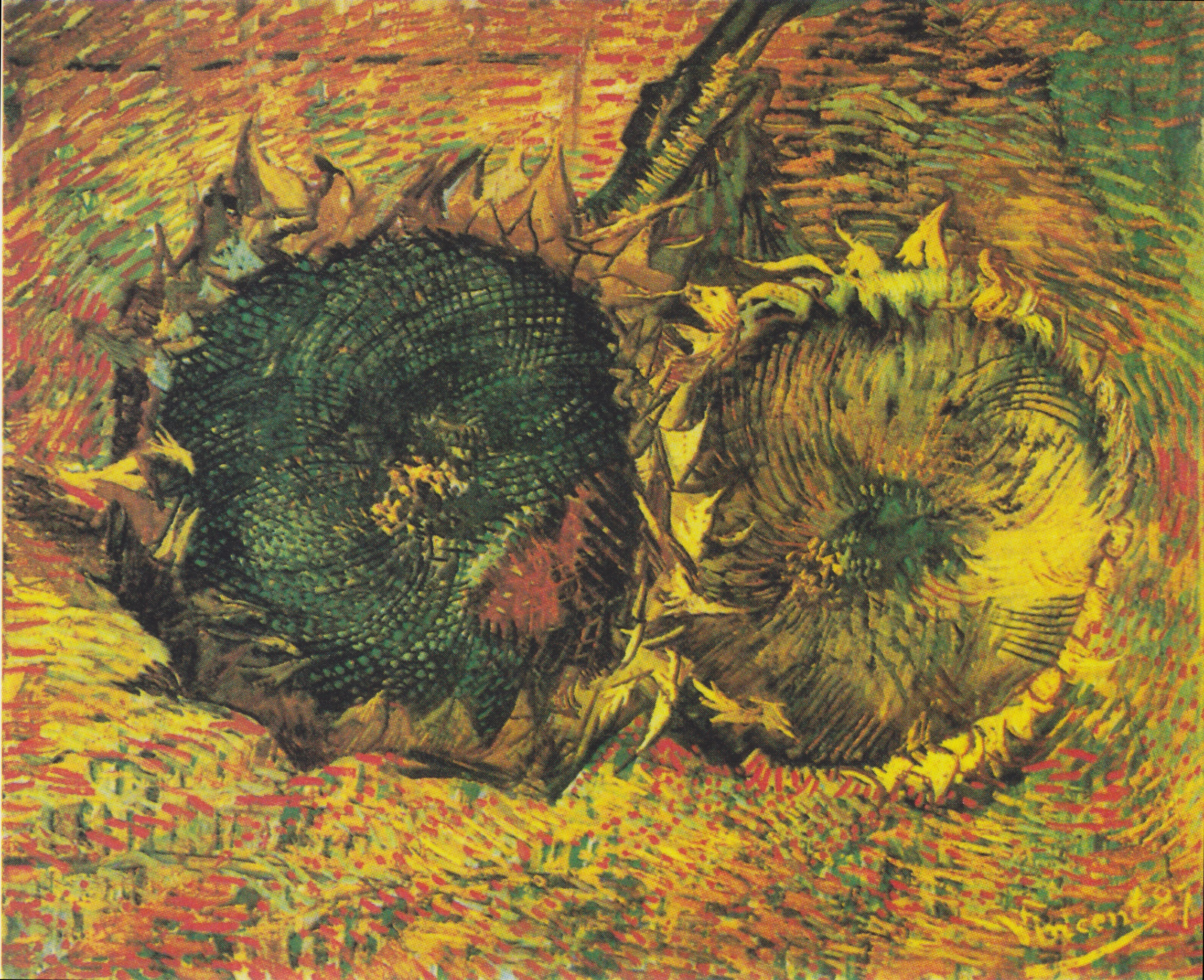
Dos girasoles cortados (F376, JH1331), óleo, 50 x 60 cm, Kunstmuseum, Berna.
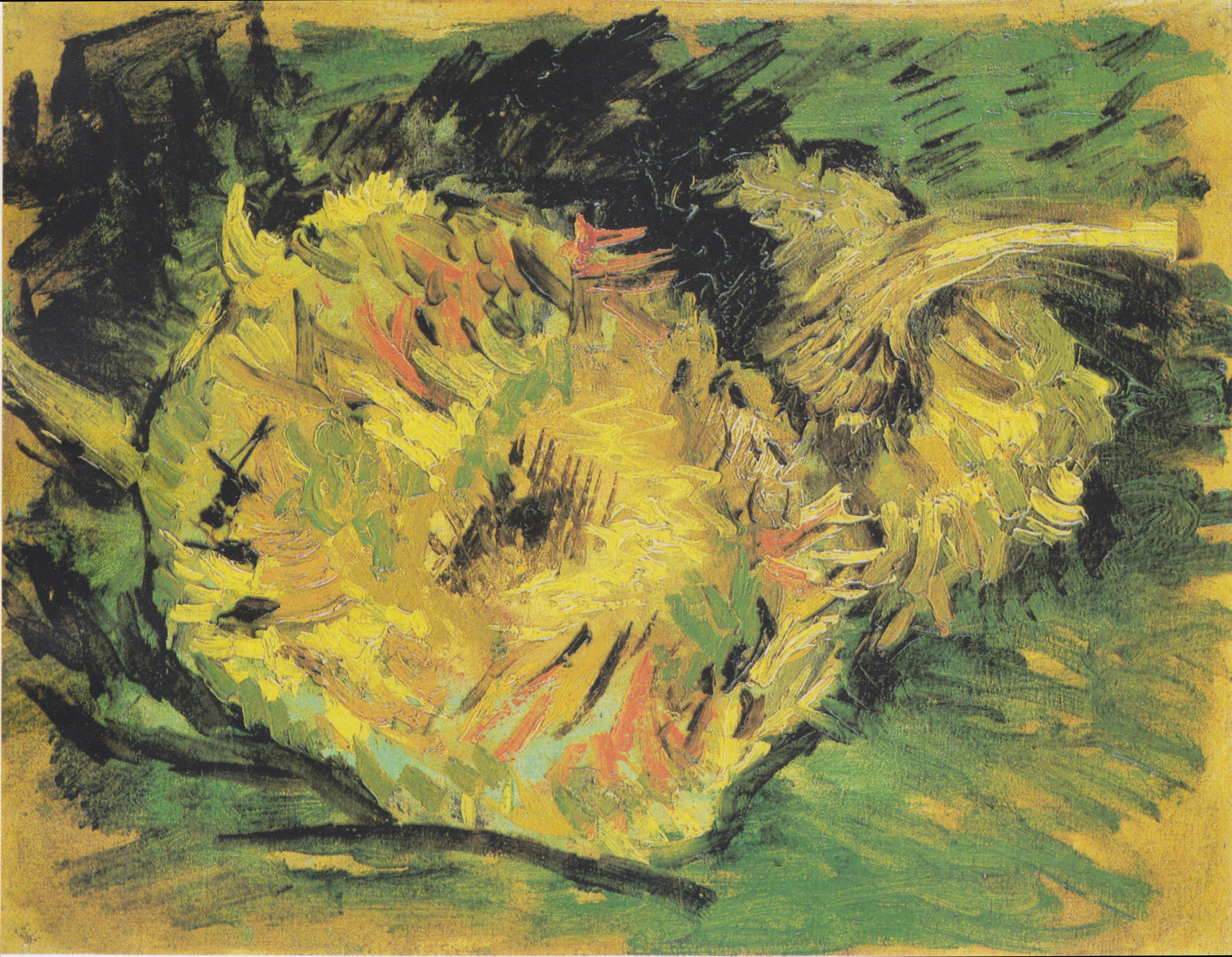
Dos girasoles cortados (F377, JH1328), óleo, 21 x 27 cm, Museo van Gogh, Ámsterdam.

## Descripción

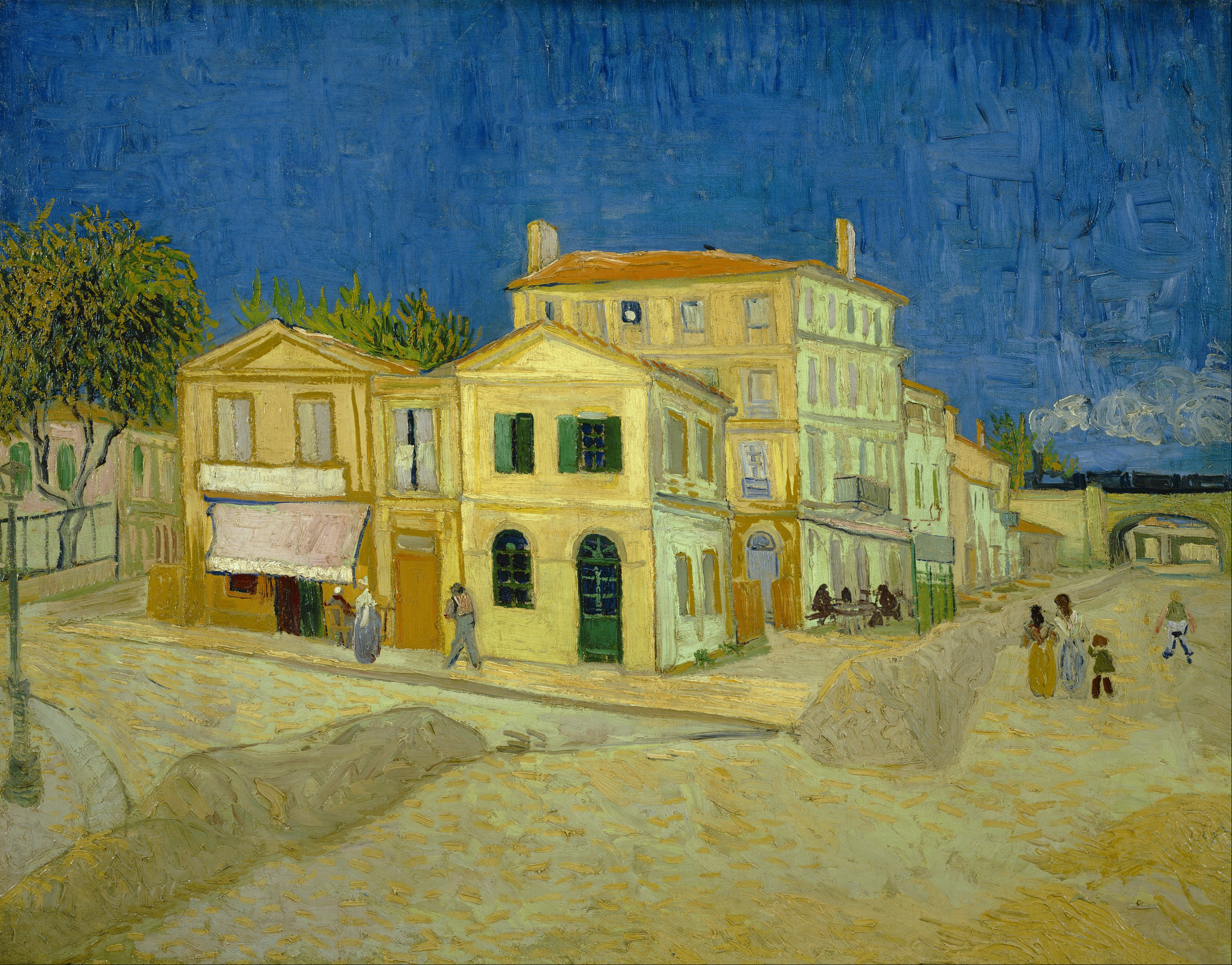
La casa amarilla, Museo van Gogh de Ámsterdam. Esta era su casa de Arlés, que decoró de amarillo, una prueba de la importancia concedida a este color por el artista en esa época.

Las pinturas muestran girasoles en todas las etapas de su vida, desde plenamente en flor hasta que se marchitan. En su día fueron innovadoras en el uso de todo el espectro del color amarillo, que Van Gogh empleó en una gama cromática conjunta con naranjas, ocres, marrones y beiges. El color está aplicado con pinceladas fuertes, agresivas, en pequeños toques salteados, destacando la plasticidad de la pintura, que crea un fino relieve en la tela, para dar volumen a los girasoles. Para resaltar el amarillo y el naranja, empleó verde y azul cielo en los contornos, creando un efecto de suave intensidad lumínica.
Para Van Gogh el amarillo tenía un especial simbolismo, era el color que representaba su mundo interior, hecho que se demuestra porque mandó pintar de ese color su casa en Arlés, donde por primera vez tenía algo propio, un espacio personal, que pensaba convertir en una comunidad de artistas dedicados únicamente a la creación artística. El amarillo es para el artista la vida, el calor, la luz, al ser el color del sol; como él mismo expresó en una carta a su hermano:

Ahora tenemos un calor magnífico e intenso y no corre nada de viento, es lo adecuado para mí. Un sol, una luz que, a falta de un calificativo mejor, sólo puedo definir con amarillo, un pálido amarillo azufre, un amarillo limón pálido. ¡Qué hermoso es el amarillo!
Carta a Theo nº 522.

En esta etapa de su vida el color fue cobrando en la obra de Vincent una autonomía propia, convirtiéndose más en un aspecto esencial de las cosas y no tanto una descripción física. Así, el color es el medio de expresión de su vida interior, de sus sentimientos, lo que le acerca en ese punto a otro movimiento artístico finisecular, el simbolismo. Ello se denota en su serie de los girasoles, donde destaca la fuerza cromática por encima de la mera descripción realista, ya que estas flores evocan la imaginación del artista, la fuerza expresiva de su temperamento artístico. Otro detalle que apunta al simbolismo es la precisión de los contornos, que en esta corriente artística se hacía para subrayar su singularidad, para remarcar su condición de «símbolos»; esta técnica fue denominada por Édouard Dujardin cloisonismo, y fue también empleada profusamente por Gauguin. Sin embargo, Vincent la empleaba de forma caprichosa, supeditada al conjunto de la obra, por lo que recibió el reproche de su amigo, que era más dogmático en su utilización, lo que fue uno de los motivos de fricción entre ambos.
Tras la ruptura con Gauguin Vincent le escribió a su hermano Theo sobre Los Girasoles:

Tú ya sabes que a Gauguin le gustaba especialmente. Sobre ella ha dicho entre otras cosas: "Esto... esto es... la flor". Tú ya sabes: la peonia es propia de Jeannin, la malva de Quost y el girasol es propio de mí.
Carta a Theo nº 573.

## Autenticidad
En marzo de 1987 obtuvo resonancia mundial la noticia de la compra de un Jarrón con catorce girasoles por el magnate japonés Yasuo Goto en una subasta en Christie's de Londres, pagando una cifra récord hasta entonces en una subasta, de 39,9 millones de dólares. La pintura reside en la actualidad en el Sompo Japan Museum of Art de Tokio. Después de la compra se planteó una controversia sobre si se trataba de una auténtica obra de Van Gogh o una falsificación de Émile Schuffenecker, una polémica finalmente resuelta en 2002 con la publicación de un informe conjunto del Museo Van Gogh de Ámsterdam y del Art Institute of Chicago que confirmaba la autenticidad del cuadro, aunque matizaba que Schuffenecker había restaurado la obra y realizado algunos pequeños retoques propios.

## Vandalismo
En octubre de 2022, el cuadro Jarrón con catorce girasoles expuesto en la National Gallery de Londres fue víctima de vandalismo: dos ecologistas del grupo Just Stop Oil vaciaron dos latas de sopa de tomate sobre la obra —protegida por un cristal— para alertar sobre el calentamiento global. Según la National Gallery, el cuadro sufrió «daños menores», pero que en sí estaba «intacto».

## Galería

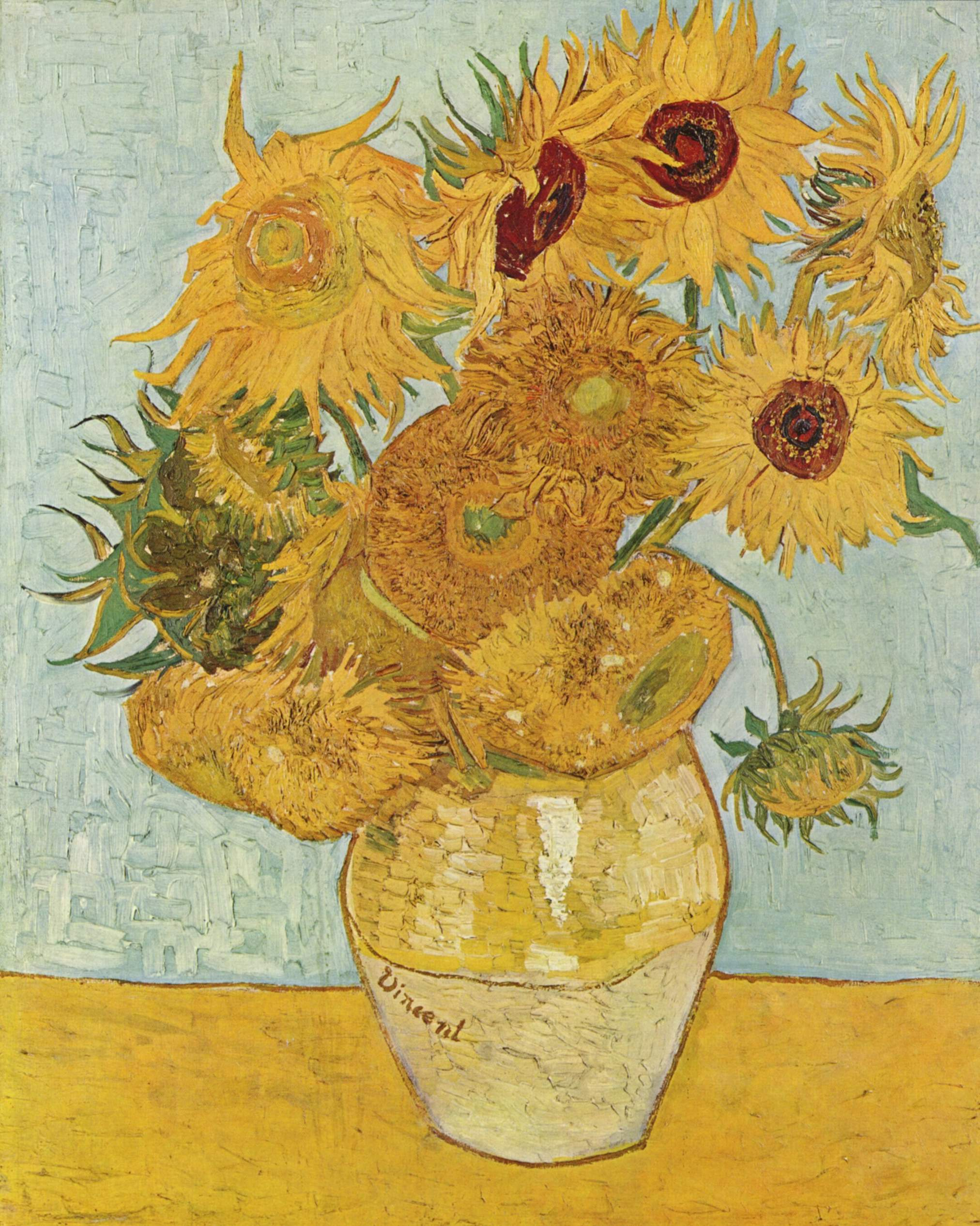
Jarrón con doce girasoles (F456, JH1561), óleo, 91 x 72 cm, Arlés, agosto de 1888. Neue Pinakothek, Múnich, Alemania.
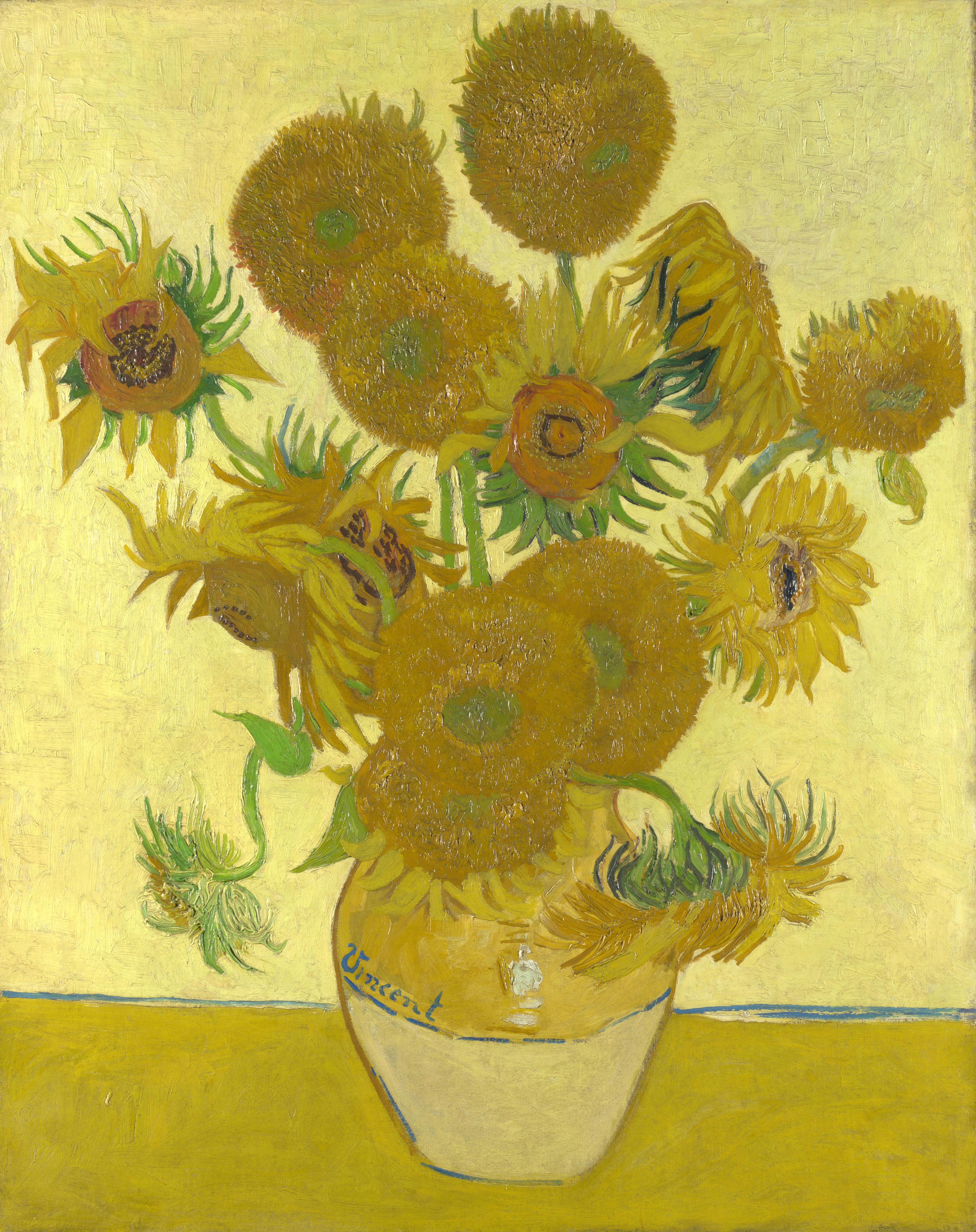
Jarrón con catorce girasoles (F454, JH1562), óleo, 93 x 73 cm, Arlés, agosto de 1888. National Gallery, Londres, Gran Bretaña.
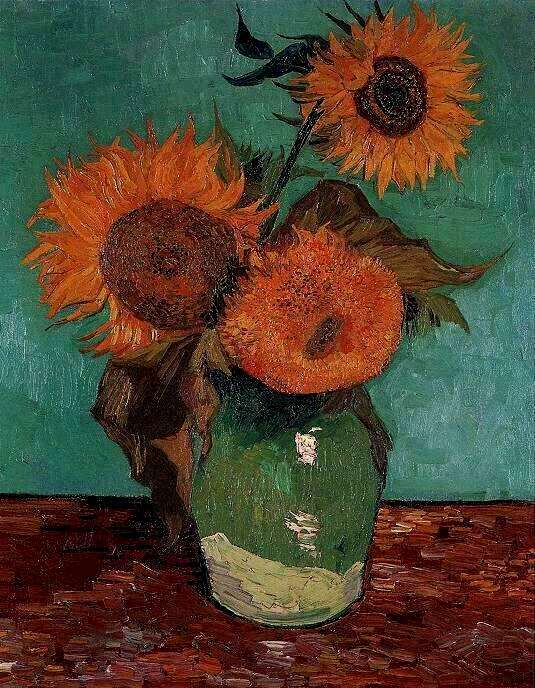
Jarrón con tres girasoles (F453, JH1559), óleo, 73 x 58 cm, Arlés, agosto de 1888. Colección privada, Estados Unidos.
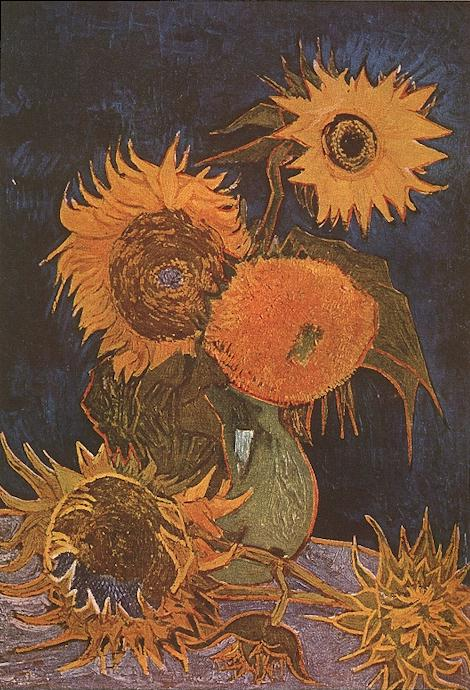
Jarrón con cinco girasoles (F459, JH1560), óleo, 98 x 69 cm, Arlés, agosto de 1888. Destruido por el fuego en la Segunda Guerra Mundial el 6 de agosto de 1945.
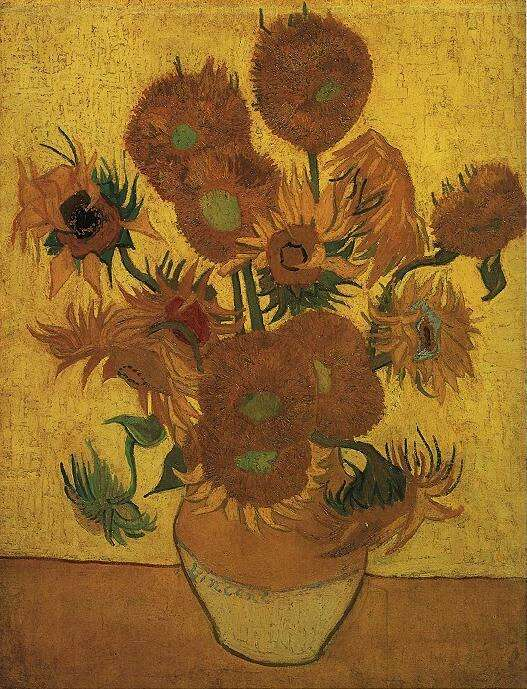
Jarrón con catorce girasoles (F458, JH1667), óleo, 95 x 73 cm, Arlés, enero de 1889. Museo van Gogh, Ámsterdam, Países Bajos.
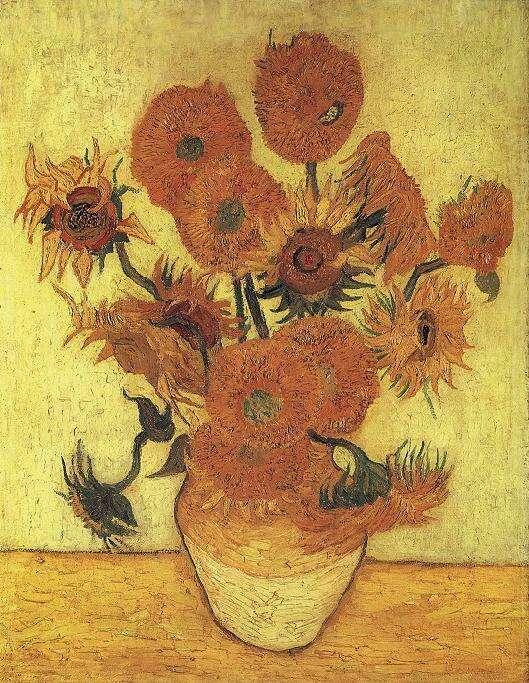
Jarrón con catorce girasoles (F457, JH1666), óleo, 100,5 x 76,5 cm, Arlés, enero de 1889. Sompo Japan Museum of Art, Tokio, Japón.
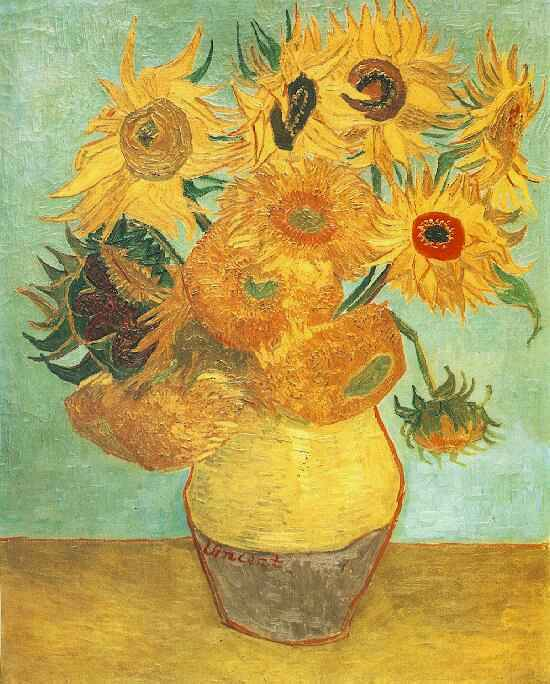
Jarrón con doce girasoles (F455, JH1668), óleo, 92 x 72,5 cm, Arlés, enero de 1889. Museo de Arte de Filadelfia, Estados Unidos.

Nota: las obras están consignadas de acuerdo a la clasificación realizada por Jacob-Baart de la Faille (F) en The Works of Vincent van Gogh (1928, revisado en 1970) y Jan Hulsker (JH) en The Complete Van Gogh (1980).